# بيل أند تيد إيكسيلنت أدفينتشر
بيل أند تيد إيكسيلنت أدفينتشر (بالإنجليزية: Bill & Ted's Excellent Adventure). هو فيلم خيال علمي وكوميديا أمريكي أخرجه ستيفن هيريك وكتبه كريس ماثيسون، وإد سولومون. وهو الجزء الأول من سلسلة بيل وتيد. والفيلم من بطولة كيانو ريفز، وأليكس وينتر، وجورج كارلين. يتبع الفلم بيل (وينتر)، وتيد (ريفز) اللذان سافرا عبر الزمن لجمع شخصيات تاريخية من أجل مساعدتهما على تقديم عرض التاريخ الخاص بهما في المدرسة الثانوية.
تلقى الفيلم مراجعات إيجابية، وحقق نجاحًا في شباك التذاكر بعد حصده 40 مليون دولار مقابل ميزانيته المكلفة 6.5 مليون دولار، وقد عاد وينتر وريفز إلى شخصياتهم مجددًا في جزأين مكملين: بيل أند تيد بوجس جورني (1991)، وبيل أند تيد فايس ذا ميوزك (2020).

## القصة
تعيش البشرية عام 2688 في مجتمع مثالي نتيجة إلهام فلسفة وموسيقى العظيمين، بيل إس. بريستون المحترم، و«تيد» ثيودور لوجان. يُكلف القادة روفس، وهو أحد السكان بمهمة الرجوع إلى مدينة سان ديماس (كاليفورنيا) في عام 1988 بواسطة آلة زمن بصورة كشك هاتف من أجل ضمان نجاح الطالبين الأبلهين بيل وتيد في صف التاريخ في المدرسة الثانوية، وإن رسبا فإن كابتن الشرطة لوغان سيرسل تيد إلى مدرسة عسكرية في ألاسكا، وهذا سينهي فرقة بيل وتيد الصغيرة المسماة «وايلد ستاليونز»، ويغير التاريخ.
يجد روفس المراهقان وهما يصارعان في كتابة تقرير التاريخ الذي يطلب منهما: كيف سترى ثلاث شخصيات تاريخية سان ديماس في الوقت الحاضر؟. يُقَدم روفس مساعدته للشابين في أثناء وقوفهم أمام متجر سيركل كاي للبقالة قبل ظهور آلة زمن أخرى وخروج نسخ من بيل وتيد قادمين من المستقبل القريب. يُناقش بيل وتيد المستقبليان وضعهما مع روفس لبرهة قصيرة قبل اختفائهما داخل آلة الزمن مجددًا.
يوضح روفس كيفية تشغيل آلة الزمن للثنائي من طريق إرجاعهما إلى عام 1805، إذ يجدان نابليون بونابرت وهو يقود قواته ضد النمسا، وبينما يعود روفس وبيل وتيد إلى الحاضر، يُرمى نابليون خطأً داخل آلة الزمن نتيجة لانفجار قذيفة مدفع، ويأتي إلى الحاضر برفقتهم. يشرح روفس كيف أن الزمن سيتقدم على نحو طبيعي لبيل وتيد، ولكن لا يمكنهم تفويت عرضهما داخل الصف في اليوم التالي، ويغادر بعدها تاركًا وراءه آلة الزمن الخالية لهما، وفي أثناء نقاشهما حول ماهية وجهتهما التالية يعثران على نابليون، وهو عالق في شجرة قريبة ما يلهمهما على خطف شخصيات تاريخية، وإحضارهم إلى الحاضر من أجل إنهاء تقريرهما، ويتركان نابليون قبل سفرهما بصحبة شقيق تيد الصغير ديكون.
يصادق الثنائي بيلي ذا كيد، وسقراط قبل توقفهما في إنكلترا في أثناء القرن الخامس عشر، وهناك يقع الثنائي في حب الأميرتين جوانا وإليزابيث، وهذا يوقعهما في المشكلات مع الملك، ولكن ينقذ سقراط وبيلي الثنائي، ويهرب الأربعة بوساطة آلة الزمن، التي تضررت في أثناء مغادرتهم، وهذا يرسلهم إلى المستقبل البعيد حيث يكتشفون المجتمع المبني على تأثيرهم، ما يحفزهما على الحصول على درجات إضافية من طريق خطف المزيد من الشخصيات التاريخية، مثل سيغموند فرويد، ولودفيج فان بيتهوفن، وجان دارك، وجنكيز خان، وأبراهام لينكون، وبعد توقف قصير في العصر قبل التاريخي من أجل إصلاح آلة الزمن وبرمجة الثنائي لها، يعودان إلى الحاضر، ولكن ينتهي المطاف بهما خارج متجر سيركل كاي في الليلة السابقة في أثناء لقائهما روفس للمرة الأولى، ويقنع الثنائي نفسيهما في الماضي على الثقة بروفس قبل أن يدلهما على كيفية الذهاب إلى اليوم التالي.
وعند وصولهما، يكتشف الثنائي أن ديكون ترك نابليون وحده في صالة بولينغ. يترك الثنائي بقية الشخصيات التاريخية داخل المركز التجاري، من أجل تعريفهما بمدينة سان ديماس، بينما يجلبان نابليون من مدينة الألعاب المائية. تتورط الشخصيات التاريخية في المشكلات، ويلقي الكابتن لوغان القبض عليهم.
ينفذ بيل وتيد خطة هروب مبنية على استخدامهما آلة الزمن والذهاب إلى المستقبل من أجل تجهيز ما سيحتاجون إليه من مستلزمات في الحاضر، وبعد جمعهم للشخصيات التاريخية، يُلقي الثنائي عرضهما في المدرسة على شكل رحلة حول العالم، ويلاقي العرض نجاحًا باهرًا، ما يسمح لهما باجتياز الفصل الدراسي، وإبهار جميع الحاضرين، ومن ضمنهم الكابتن لوغان.
يعود روفس لاحقًا بعد مضي بعض الوقت إلى بيل وتيد، ويقدم لهما الأميرتين بعد إنقاذه لهما قبل إلزامهما بزواج مدبر، ويذكر أن الأميرتان سيكونان جزءًا من فرقة وايلد ستاليونز أيضًا. يُفسر روفس كيف ستغير موسيقى بيل وتيد العالم، وأن عليهم البقاء معًا واجتياز تقرير التاريخ لإنقاذ الخط الزمني، والحفاظ على مستقبل مجتمعهما. يطلب روفس العزف مع المجموعة، ولكن بعد سماعه رداءة موسيقاهم يعترف للجمهور «إنهم سيتحسنون».

## طاقم التمثيل
- كيانو ريفز بدور تيد (ثيودور) لوغان.
- أليكس وينتر بدور بيل إس. بريستون.
- جورج كارلين بدور روفس.
- تيري كاميليري بدور نابليون بونابرت.
- دان شور بدور بيلي ذا كيد.
- توني ستيدمان بدور سقراط.
- رود لوميس بدور سيغموند فرويد.
- آل ليونغ بدور جنكيز خان.
- جان ويدلين بدور جان دارك.
- روبرت في بارون بدور أبراهام لينكون.
- كليفورد دافيد بدور لودفيج فان بيتهوفن.
- هال لاندون الابن بدور كابتن لوغان، والد تيد وديكون.
- بيرني كيسي بدور السيد ريان، أستاذ التاريخ الخاص ببيل وتيد.
- أيمي ستوتش بوينتون بدور ميسي/الأم، زوجة والد بيل.
- جاي. باتريك مكنمارا بدور السيد إيان بريستون، والد بيل.
- فريزر باين بدور ديكون لوغان، شقيق تيد الصغير.
- جون كارلسن بدور الدوق الشرير.
- دايان فرانكلين بدور الأميرة جوانا.
- كيمبرلي لابيل بدور الأميرة إليزابيث.
- كلارينس كليمونز، ومارثا دايفس، وفيي وايبيل بدور أهم ثلاثة أشخاص في العالم.

## روابط خارجية
- بيل أند تيد إيكسيلنت أدفينتشر على موقع IMDb (الإنجليزية)
- بيل أند تيد إيكسيلنت أدفينتشر على موقع ميتاكريتيك (الإنجليزية)
- بيل أند تيد إيكسيلنت أدفينتشر على موقع روتن توميتوز (الإنجليزية)
- بيل أند تيد إيكسيلنت أدفينتشر على موقع نتفليكس (الإنجليزية)
- بيل أند تيد إيكسيلنت أدفينتشر على موقع ألو سيني (الفرنسية)
- بيل أند تيد إيكسيلنت أدفينتشر على موقع Turner Classic Movies (الإنجليزية)
- بيل أند تيد إيكسيلنت أدفينتشر على موقع أول موفي (الإنجليزية)
- بيل أند تيد إيكسيلنت أدفينتشر على موقع بوكس أوفيس موجو (الإنجليزية)
- بيل أند تيد إيكسيلنت أدفينتشر على موقع فيلمافينيتي (الإسبانية)
- بيل أند تيد إيكسيلنت أدفينتشر على موقع قاعدة بيانات الأفلام السويدية (السويدية)